# Askild & Kärnekull
Askild & Kärnekull Förlag AB är ett tidigare svenskt bokförlag, grundat 1969 av Jan Askild och Timo Kärnekull. Det hade stora framgångar under 1970-talet, med en varierad utgivning av skön- och facklitteratur. På 1970-talet drev förlaget en bokklubb specialiserad på science fiction.
Förlaget såldes 1981 till förlagsgruppen Natur och Kultur. Tre år senare ombildades förlaget till Legenda.